# پرتندرز
دِ پرتندرز (به انگلیسی: The Pretenders) یک گروه راک بریتانیایی-آمریکایی است که در مارس ۱۹۷۸ تشکیل شد. گروه اصلی متشکل از مؤسس و ترانه‌سرای اصلی کریسی هایند (خوانندهٔ اصلی، گیتار ریتم)، جیمز هانیمن-اسکات (گیتار اصلی، بک آواز، کیبورد)، پیت فارندون (گیتار بیس، بک خواننده) و مارتین چمبرز (درام، بک خواننده، سازهای کوبه‌ای) بود. پس از مرگ هانیمن-اسکات در سال ۱۹۸۲ و فارندون در سال ۱۹۸۳، گروه تغییرات پرسنلی متعددی را تجربه کرد. هایند تنها عضو ثابت گروه بوده است.
آهنگ‌های موفق این گروه عبارتند از: «بچه» (۱۹۷۹)، «برنجی در جیب» (۱۹۷۹)، «گفتگوی شهر» (۱۹۸۰)، «پیام عشق» (۱۹۸۱)، «شهر من رفته بود» (۱۹۸۲)، «بازگشت به باند زنجیره‌ای» (۱۹۸۲)، «میانۀ راه» (۱۹۸۳)، «۲۰۰۰ مایل» (۱۹۸۳)، «من را اشتباه نگیرید» (۱۹۸۶)، «عزیزم» (۱۹۸۶) و «من کنارت خواهم ماند» (۱۹۹۴). د پرتندرز در سال ۲۰۰۵ وارد تالار مشاهیر راک اند رول شدند.

## تاریخچه

### زمینه
هایند که اصالتاً اهل اکرون، اوهایو بود، در سال ۱۹۷۳ به لندن نقل مکان کرد و در هفته نامهٔ موسیقی ان‌ام‌ئی و در فروشگاه لباس مالکوم مک‌لارن و ویوین وست‌وود کار می‌کرد. او با نسخه‌های اولیهٔ گروه‌های سکس پیستولز، کلش و د دمند مشغول بود و در گروه‌های کوتاه‌مدتی مانندMasters of the Backside (۱۹۷۶) و Moors Murderers (۱۹۷۸) اجرا کرد، اما نتوانست مشارکتی منظم یا برابر در گروه‌هایی که به آن‌ها ملحق شده بود، بیابد.
پروژهٔ گروه تحریک‌آمیز خود هایند که حول ترانه‌سرایی خودش متمرکز بود، در ابتدا به نام (مایک هانت) Dishonorable Discharge نام داشت و اعضای سابق London SS و اعضای آیندهٔ د دمند را همراه با میک جونز و سید ویشس (جایی که هایند ویشس را به نواختن گیتار آموزش داد) در آن حضور داشت، اما شکست خورد. برای دریافت حمایت مدیریتی از مالکوم مک لارن یا برنی رودز، علیرغم اینکه هر دوی آنها اعضای گروهش را برای شکار غیرقانونی می‌خواستند، یا از او می‌خواستند که پروژه‌ها را با (خوانندهٔ جلودار مرد) تکمیل کند.
د پرتندرز در سال ۱۹۷۸ پس از شنیدن دموهای موسیقی هایند توسط دیو هیل در Anchor Records تشکیل شد. او یک استودیوی تمرینی را در خیابان دانمارک لندن ترتیب داد، که در آن یک گروه سه نفره متشکل از هایند، مال هارت در بیس (او با هایند و استیو استرنج در Moors Murderers نواخته بود)، و فیل تیلور از موتورهد در درامز. منتخبی از آهنگ‌های اصلی هایند را پخش کرد. هیل تحت تأثیر قرار گرفت و یک روز را در استودیو ۵۱ ترتیب داد تا دمو دیگری را ضبط کند. اگرچه سخت بود، اما او احساس کرد که به اندازه کافی «پتانسیل ستاره» شدن را دیده و شنیده است تا به هایند پیشنهاد دهد که یک گروه دائمی‌تر برای ضبط برای ناشر جدید خود، Real Records تشکیل دهد.
هایند سپس گروهی متشکل از پیت فارندون در بیس، جیمز هانیمن-اسکات در گیتار و گری مکیلداف در درام را تشکیل داد. این گروه، در آن زمان بدون نام، پنج آهنگ را در استودیو ریجنتز پارک در ژوئیه ۱۹۷۸ ضبط کرد، از جمله کاور آهنگ کینکس «گریۀ خود را متوقف کنید». اندکی پس از آن، مارتین چمبرز (از Vacants) جایگزین جری مکیلداف در درام شد. هایند پس از آهنگ گروه پلاترز «The Great Pretender»، که آهنگ مورد علاقهٔ یکی از دوست پسرهای سابق او بود، گروه را د پرتندرز نامید.

### گروه اصلی (۱۹۸۲–۱۹۷۸)
اولین تک‌آهنگ گروه، کاور آهنگ گروه کینکس «گریۀ خود را متوقف کنید» (تولید شده توسط نیک لو و ضبط شده در جلسات ژوئیه Regents Park) در ژانویه ۱۹۷۹ منتشر شد و مورد توجه منتقدان قرار گرفت. پس از آن در ژوئن ۱۹۷۹ «بچه» منتشر شد. در ژانویه ۱۹۸۰، گروه به رتبهٔ ۱ در بریتانیا با «برنجی در جیب» رسید که در ایالات متحده نیز موفق بود و به رتبهٔ ۱۴ در بیلبورد هات ۱۰۰ رسید.

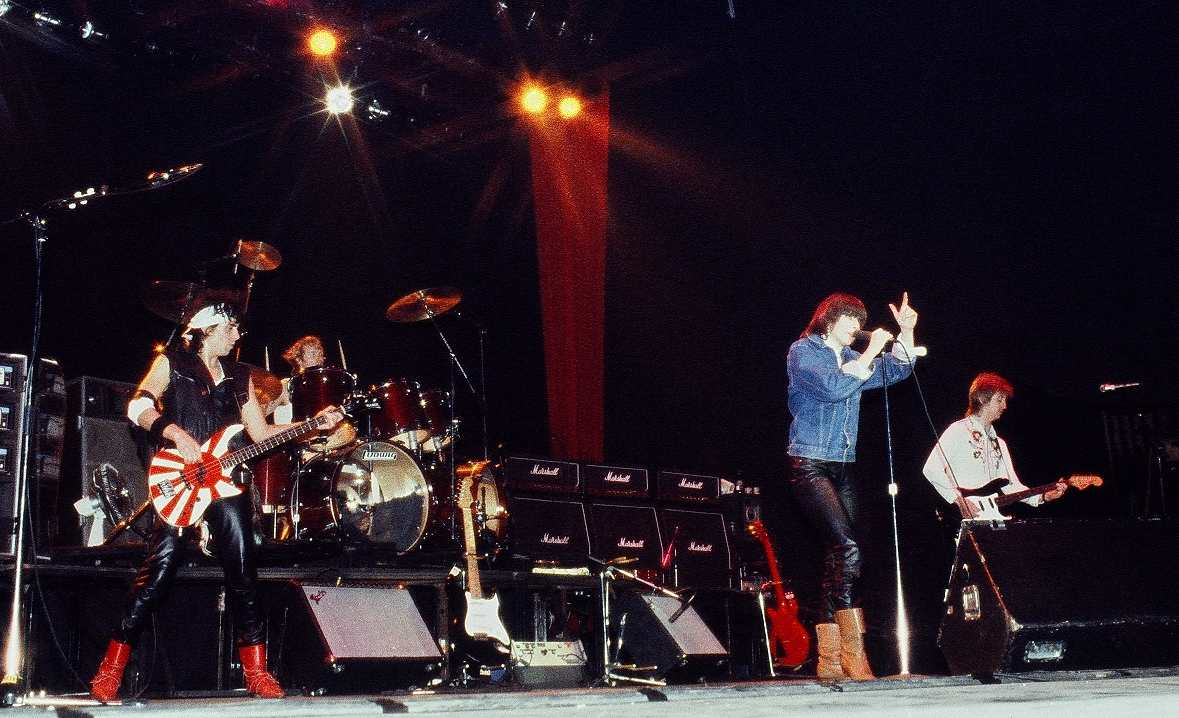
د پرتندرز (ترکیب اصلی)، تئاتر دومینیون، لندن، دسامبر ۱۹۸۱

اولین آلبوم آنها با نام پرتندرز در ژانویه ۱۹۸۰ منتشر شد و در بریتانیا و ایالات متحده هم از نظر انتقادی و هم تجاری موفقیت‌آمیز بود. این آلبوم که توسط کریس توماس تهیه شده است، به عنوان یکی از بهترین آلبوم‌های آغازین در تمام دوران‌ها شناخته می‌شود، و توسط وی‌اچ‌وان به عنوان یکی از بهترین آلبوم‌های تمام دوران انتخاب شده است (شمارهٔ ۵۲) و در مجلهٔ رولینگ استون (شمارهٔ ۱۵۵).
دومین آلبوم کامل، پرتندرز ۲، در اوت ۱۹۸۱ منتشر شد. پرتندرز ۲ شامل آهنگ‌هایی از EP Extended Play ایالات متحده، موفقیت ویدیویی ام‌تی‌وی «Day After Day» و آهنگ‌های رادیویی محبوب آلبوم «زن بالغ»، «پرندگان بهشتی»، «پسران بد تنبیه می‌شوند» و «رزهای انگلیسی» بود.
در ۱۸ سپتامبر ۱۹۸۱، پرتندرز مهمان موزیکال در نمایش کمدی اواخر شب ایالات متحده در جمعه‌ها بودند. گروه آهنگ‌های «زن بالغ»، «پیام عشق» و «لویی، لویی» (نه آهنگ گروه Kingsmen) را اجرا کردند. اندی کافمن میزبان مهمان برنامه در آن شب بود.
به دلیل افزایش مصرف مواد مخدر، فارندون پس از ملاقاتی بین هایند، هانیمن-اسکات و چمبرز در ۱۴ ژوئن ۱۹۸۲ از گروه اخراج شد. دو روز بعد، در ۱۶ ژوئن ۱۹۸۲، هانیمن-اسکات بر اثر نارسایی قلبی در نتیجه عدم تحمل کوکائین درگذشت. سال بعد، فارندون نیز در حال تشکیل یک گروه جدید بود که در ۱۴ آوریل ۱۹۸۳ جسدش توسط همسرش پیدا شد. پس از مصرف هروئین و بیهوش شدن، فارندون در وان حمام خود غرق شده بود و تنها دو عضو زنده برای پرتندرز باقی ماند.

### گروه‌بندی مجدد (۱۹۸۹–۱۹۸۳)

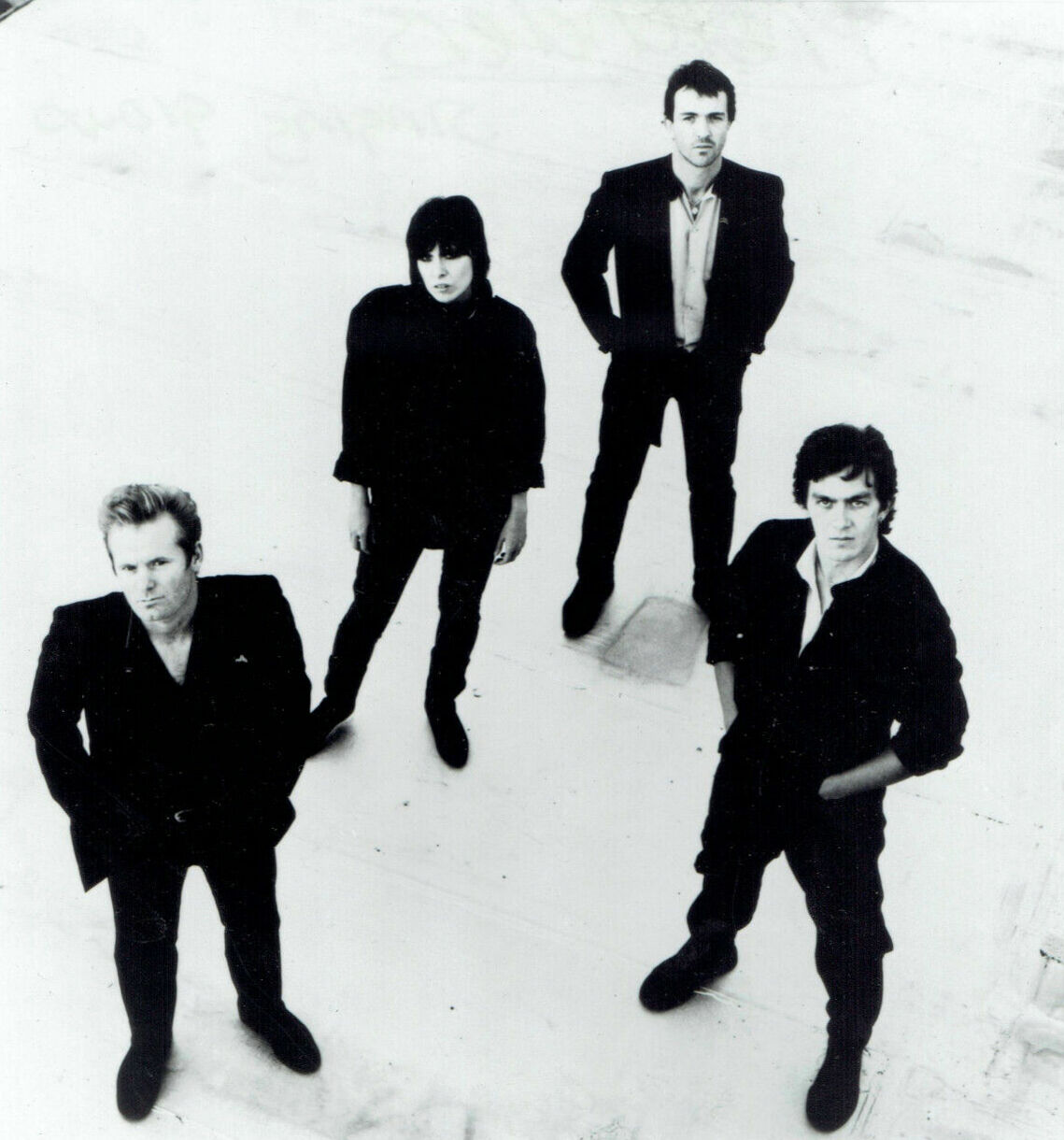
د پرتندرز در یک عکس تبلیغاتی در سال ۱۹۸۴

هایند و چمبرز پس از مرگ هانیمن-اسکات گروه را ادامه دادند. در ژوئیه ۱۹۸۲، یک تیم سرپرست متشکل از هایند، چمبرز، گیتاریست راکپایل، بیلی برمنر و تونی باتلر، نوازندهٔ Big Country، برای ضبط تک‌آهنگ «بازگشت به باند زنجیره‌ای» جمع شدند. این آهنگ در ماه اکتبر منتشر شد و به بزرگ‌ترین موفقیت آنها در ایالات متحده تبدیل شد و در رتبهٔ ۵ برای سه هفته متوالی باقی ماند. بی-ساید تک‌آهنگ، «شهر من رفته بود» (به جز برای دوره‌ای کوتاه در دههٔ ۱۹۹۰) از زمان آغاز به کار، موسیقی تم نمایش راش لیمبو بود.
سپس هایند یک ترکیب دائمی برای گروه ایجاد کرد و چمبرز را حفظ کرد و رابی مک‌اینتاش را در گیتار و مالکوم فاستر را در بیس اضافه کرد. «میانۀ راه» اولین تک‌آهنگ این گروه بود که در نوامبر ۱۹۸۳ در ایالات متحده منتشر شد و در آنجا به ۲۰ آهنگ برتر رسید. بی-ساید آمریکا، «۲۰۰۰ مایل» به عنوان یک تک‌آهنگ در بریتانیا منتشر شد. سومین آلبوم پرتندرز، یادگیری خزیدن توسط «پنجمین پرتندر» کریس توماس تولید و در ژانویه ۱۹۸۴ منتشر شد.
در ژوئیه ۱۹۸۵، گروه (از جمله روپرت بلک روی کیبورد) در لایو اید نواختند. اندکی پس از شروع جلسات ضبط آلبوم بعدی و تکمیل یک قطعه، هایند اعلام کرد که چمبرز دیگر خوب نمی‌نوازد و او را اخراج کرد. فاستر نیز که با از دست دادن هم گروهش دلسرد شده بود، کناره‌گیری کرد («کل بحث من این بود که مارتین چمبرز بخش ریتم گروه پرتندرز بود و واقعاً مهم نبود چه کسی بیس می‌نوازد؛ بنابراین من فقط گفتم نمی‌خواهم در آن نقش داشته باشم.» هایند و بقیه، آلبوم را در جلسات مختلف در شهر نیویورک و استکهلم با نوازندگان مختلف ضبط کردند. در پایان جلسات، هایند دو نفر از نوازندگان مهمان را استخدام کرد؛ نوازندهٔ بیس تی ام استیونز و درامر سابق گروه Haircut One Hundred، بلیر کانینگهام، به عنوان بخش ریتم جدید پرتندرز. آلبوم نزدیک شو در سال ۱۹۸۶ منتشر شد. این دیسک شامل ۱۰ تک‌آهنگ برتر بود، «مرا اشتباه نکن» از فیلم گانگ هو (با کمک یک ویدیوی پرطرفدار ادای احترام به مجموعهٔ تلویزیونی The Avengers) و «سرود برای او»، یک موفقیت شمارهٔ ۸ در انگلستان. در ایالات متحده، هر دو «مرا اشتباه نکن» و «عزیزم» به رتبهٔ ۱ جدول بیلبورد اصلی راک سیدند.
برای تور نزدیک شو، برنی وورل به صف پخش زندهٔ کیبورد اضافه شد. در طول تور، هایند احساس کرد که صدای گروه از ریشه‌های موج نو راک خود دور شده است. او بر این باور بود که اکنون در حال پیشروی با گروه جدیدی است که «پرتندرز» نیست. در قسمتی از تور، او دست به اقدام شدیدی زد: استیونز و ورل هر دو اخراج شدند، مالکوم فاستر دوباره در بیس بازگردانده شد و روپرت بلک با کیبورد بازگشت. در اواسط سال ۱۹۸۷، مک‌اینتاش گروه را ترک کرد و جانی مار، گیتاریست سابق گروه Smiths، جایگزین او شد، که تا اوایل سال ۱۹۸۸ در گروه باقی ماند.

### دههٔ ۱۹۹۰
در سال ۱۹۹۰، هایند نوازندگان آزاد را استخدام کرد (از جمله یکبار در پرتندرز، برمنر و کانینگهام و نوازندهٔ بیس جان مکنزی) و آلبوم جدید پرتندرز را با نام بسته‌بندی شده! ضبط کرد، هایند تنها فردی بود که در هر جای آلبوم تصویر شده بود و تنها عضو رسمی گروه بود.
تا سال ۱۹۹۳، هایند با آدام سیمور گیتاریست سابق گروه Katydids همکاری کرد تا نسخهٔ جدیدی از پرتندرز را تشکیل دهد. سپس تیم هایند و سیمور تعدادی از نوازندگان آزاد را برای ضبط آلبوم آخرین استقلالی‌ها در آن سال استخدام کردند، از جمله اندی رورک، نوازندهٔ بیس سابق Smiths، اندی هابسون، نوازندهٔ بیس سابق گروه The Primitives و جیمز هود، درامر/نویسنده/تهیه‌کنندهٔ سابق، پیش از این با گروه‌های the Impossible Dreamers و Moodswings. اما در پایان جلسات آلبوم (و برای تور بعدی) ترکیب رسمی گروه هایند، سیمور، هابسون و درامر بازگشته مارتین چمبرز بودند.
زمانی که آخرین استقلالی‌ها در سال ۱۹۹۴ منتشر شد، در ایالات متحده رتبهٔ طلا را به خود اختصاص داد. تک‌آهنگ اصلی «شب در رگ‌های من» یک موفقیت جزئی در ایالات متحده، یک موفقیت در جدول میانی در بریتانیا و یک موفقیت در ۱۰ موفقیت برتر در کانادا بود. تک‌آهنگ دوم، تصنیف محوری آلبوم «من کنارت خواهم ماند» بود. این آهنگ پخش قابل‌توجهی دریافت کرد و در ۱۰ موفقیت برتر در بریتانیا و ۲۰ آهنگ برتر در ایالات متحده (شماره ۱۶ در بیلبورد هات ۱۰۰) و در کانادا قرار گرفت.
در ۱۰ آوریل ۱۹۹۹، هایند کنسرت یادبود «اینجا، آنجا و همه‌جا – کنسرتی برای لیندا» را برای دوست نزدیکش لیندا مک کارتنی در رویال آلبرت هال لندن، که توسط هایند و کارلا لین سازماندهی شده بود، رهبری کرد. پرتندرز گروه پشتیبان همهٔ هنرمندان بودند.
آلبوم ویوا ال آمور در سال ۱۹۹۹ منتشر شد، همان‌طور که همکاری آنها با تام جونز در آلبوم بارگذاری مجدد جونز منتشر شد.

### دههٔ ۲۰۰۰
د پرتندرز با امیلو هریس در Return of the Grievous Angel: A Tribute to Gram Parsons همراه شدند و آهنگ «She» را اجرا کردند. مجموعه‌ای از Greatest Hits در سال ۲۰۰۰ دنبال شد. در سال ۲۰۰۲، پیچ شل توسط آرتمیس رکوردز منتشر شد، اولین آلبوم پرتندرز که توسط شرکتی غیر از کمپانی وارنر منتشر شد. مجلهٔ رولینگ استون به «ظرافت، ملودی‌های شیک و آتش‌بازی‌های آوازی» اشاره کرد، در حالی که مجلهٔ بلندر آن را «پاپ شیک و بداخلاق با درخشش‌های درخشان» نامید.
در مارس ۲۰۰۵، د پرتندرز به تالار مشاهیر راک اند رول معرفی شدند. در مراسم معارفه، گروه موسیقی‌های «گرانبها» و «پیام عشق» را اجرا کردند. هایند در طی سخنرانی پذیرش خود از تمامی اعضای جایگزین گروه نام برده و تشکر کرد و سپس گفت:
«من می‌دانم که پرتندرز در ۲۰ سال گذشته مانند یک گروه ادای احترام به نظر می‌رسید … و ما در حال ادای احترام به جیمز هانیمن-اسکات و پیت فارندون هستیم که بدون آنها ما اینجا نبودیم. و از طرف دیگر، بدون ما، آنها ممکن است اینجا بودند، اما این روشی است که در راک اند رول کار می‌کند.»
آلبوم د پرتندرز، بتن را بشکنید از طریق Shangri-La Music در ۷ اکتبر ۲۰۰۸ منتشر شد. این اولین آلبوم تاپ ۴۰ گروه در ایالات متحده در بیست و دو سال گذشته و آخرین آلبوم تا به امروز بود. آهنگ‌ها شامل «چکمه‌های پلاستیکی چینی»، «موهایت را کوتاه نکن»، «عشق یک رمز و راز است»، «آخرین سواری» و «تقریبا عالی» هستند.

### دههٔ ۲۰۱۰
در سپتامبر ۲۰۱۲، پرتندرز (هایند، چمبرز، هیوود، والبورن، ویلکینسون) به عنوان بخشی از مجموعهٔ سرگرمی برای جایزه بزرگ سنگاپور ۲۰۱۲ دوباره گروه‌بندی شدند. در پاییز ۲۰۱۲، نوازندهٔ کیبورد/گیتار آکوستیک، کاروین الیس، به آنها پیوست.
در ۶ سپتامبر ۲۰۱۶، استیوی نیکس اعلام کرد که پرتندرز با او در یک تور ۲۷-شهر برای سه ماه آخر سال ۲۰۱۶ تور خواهد داشت. گروه زنده مانند قبل از هایند، چمبرز، هیوود، والبورن، ویلکینسون تشکیل شده بود. پرتندرز دهمین آلبوم استودیویی خود را به نام تنها در ۲۱ اکتبر ۲۰۱۶ منتشر کردند. با این حال، همان‌طور که در آلبوم بسته‌بندی شده! هایند تنها پرتندرز در آلبوم بود که در غیر این صورت کاملاً توسط نوازندگان آزاد نواخته می‌شد. در ماه مه ۲۰۱۷، کاروین الیس تور با پرتندرز را از سر گرفت که همراه با نیکس به استرالیا و نیوزیلند سفر کردند. در اکتبر ۲۰۱۷، پرتندرز در مجموعهٔ تلویزیونی آستین سیتی لیمیتز ظاهر شدند.

### دههٔ ۲۰۲۰
گروه در ابتدا قرار بود یازدهمین آلبوم استودیویی خود را «نفرت برای فروش» در ۱ می ۲۰۲۰ منتشر کند و تک‌آهنگ اصلی «The Buzz» در ۱۷ مارس ۲۰۲۰ منتشر شد با این حال، در ۲۴ مارس، انتشار آلبوم تا ۱۷ ژوئیه به تعویق افتاد. در همان روز (۲۴ مارس)، آنها دومین تک‌آهنگ را منتشر کردند که عنوان آهنگ است، «نفرت برای فروش».
۱۷ آوریل ۲۰۲۰ شاهد انتشار سومین تک‌آهنگ «شما نمی‌توانید به یک احمق صدمه بزنید» بودیم. در ۱۲ مه ۲۰۲۰، آنها چهارمین تک‌آهنگ خود «بابا حسابدار چمن» را منتشر کردند. «نمی‌خواهید اینقدر تنها باشید» منتشر شده در ۲۸ مه ۲۰۲۰، پنجمین و آخرین تک‌آهنگ از این آلبوم بود.
یک تور پنج ماههٔ آمریکای شمالی با گروه جرنی در ابتدا قرار بود از ۱۵ مه ۲۰۲۰ آغاز شود اما به دلیل دنیاگیری کووید-۱۹، این تور لغو شد.
در ۳ سپتامبر ۲۰۲۲، پرتندرز در کنسرت ادای احترام تیلور هاوکینز در استادیوم ومبلی با دیو گرول در بیس اجرا کردند. آنها «گرانبها»، «پسرهای عشق خالکوبی شده» و «برنجی در جیب» را اجرا کردند.
آلبوم بی‌امان در مه ۲۰۲۳ با تاریخ انتشار ۱ سپتامبر اعلام شد که متعاقباً به ۱۵ سپتامبر منتقل شد. ترکیب اعلام شده برای ضبط شامل کریسی هایند (خواننده)، جیمز والبورن (گیتار)، کاروین الیس (کیبورد، گیتار)، کریس سون (درامز)، کریس هیل (کنترباس) و دیو پیج (بیس) بود. اعلام آلبوم جدید مصادف با بازگشت به تورهای اصلی در سال ۲۰۲۳ بود که با تاریخ‌های مختلف بریتانیا، ایرلند و اروپا با طیف گسترده‌ای از عناوین، جشنواره‌ها و نمایش‌های حمایتی شروع شد که به ایالات متحده، کانادا و تاریخ‌های اروپایی دیگر که تا اکتبر تکمیل می‌شود، رسید.

## اعضا
- کریسی هایند – خوانندهٔ اصلی، گیتار ریتم، سازدهنی (۱۹۷۸–اکنون)
- مارتین چمبرز – درام، سازهای کوبه‌ای، پشتیبان و گاه به گاه خوانندهٔ اصلی (۱۹۸۶–۱۹۷۸، ۱۹۹۳–اکنون)
- نیک ویلکینسون – بیس، بک خواننده (۲۰۰۵–اکنون)
- جیمز والبورن - گیتار اصلی، کیبورد، بک خواننده (۲۰۰۸–اکنون)
- اریک هیوود – گیتار استیل پدال، بک آواز (۲۰۰۸–اکنون)
- کاروین الیس – کیبورد، گیتار آکوستیک (۲۰۲۱–اکنون؛ عضو تور ۲۰۱۲، ۲۰۲۱–۲۰۱۷)

## آلبوم‌شناسی
- پرتندرز (۱۹۸۰)
- پرتندرز ۲ (۱۹۸۱)
- یادگیری خزیدن (۱۹۸۴)
- نزدیک شو (۱۹۸۶)
- بسته‌بندی شده! (۱۹۹۰)
- آخرین استقلالی‌ها (۱۹۹۴)
- ویوا ال آمور! (۱۹۹۹)
- پیچ شل (۲۰۰۲)
- بتن را بشکنید (۲۰۰۸)
- تنها (۲۰۱۶)
- نفرت برای فروش (۲۰۲۰)
- بی‌امان (۲۰۲۳)